# CAB Abstracts
CAB Abstracts je baza sažetaka britanskog izdavača CABI Publishinga. Značajan broj tih sažetaka povezan je na cjeloviti tekst. Ova podatkovna baza pokriva znanstvena područja: agronomije, biologije, nutricionizma, veterine i zdravstva te nudi sažetke članaka iz znanstvenih časopisa, knjiga, zbornika s konferencija, godišnjaka Ima više od 6 milijuna zapisa. Dubina zapisa su bibliografski, sažetci i indeksni. Pokriva podatke od 1973. do danas. Baza je pokrenuta 1973. godine. Davatelji pristupa (pristupne točke) su Datastar, Dialog bluesheets, STN International, CAB Direct (CABI-jeva vlastita platforma), Thomson-Reuters Web of Knowledge, EBSCO, OvidSP, Dimdi. Formati koji su pokriveni su članci u časopisima, kratki sadržaji odnosno sažetci, konferencijski zbornici, knjige, poglavlja u knjigama, monografije, godišnjaci, priručnici, bilteni, teze (doktorati i magisteriji), terenske bilješke, papiri s rasprava, tehničke informacije i pisma s novostima. Pokrivena je građa na više od 50 jezika i sažetci na engleskom. CAB Abstract je unutar CAB Directa, koji osim njega obuhvaća i Global Health. 

## Vanjske poveznice
- CAB Direct
- Popis obuhvaćenih naslova  Arhivirana inačica izvorne stranice od 6. srpnja 2010. (Wayback Machine)